# Seznam osebnosti iz Mestne občine Koper
Seznam osebnosti iz Mestne občine Koper vsebuje osebnosti, ki so se tu rodile, delovale ali umrle.
Mestno občino Koper sestavljajo naselja: Koper, Abitanti, Babiči, Barizoni, Belvedur, Bertoki, Bezovica, Bočaji, Bonini, Boršt, Bošamarin, Brezovica pri Gradinu, Brežec pri Podgorju, Brič, Butari, Cepki, Cerej, Dekani, Dilici, Dol pri Hrastovljah, Dvori, Čentur, Čežarji, Črni Kal, Črnotiče, Elerji, Fijeroga, Gabrovica pri Črnem Kalu, Galantiči, Gažon, Glem, Gradin, Gračišče, Grinjan, Grintovec, Hrastovlje, Hrvatini, Kampel, Karli, Kastelec, Kolomban, Koromači-Boškini, Kortine, Kozloviči, Koštabona, Krkavče, Krnica, Kubed, Labor, Loka, Lopar, Lukini, Manžan, Marezige, Maršiči, Močunigi, Montinjan, Movraž, Olika, Osp, Peraji, Pisari, Plavje, Pobegi, Podgorje, Podpeč, Poletiči, Pomjan, Popetre, Prade, Praproče, Predloka, Pregara, Premančan, Puče, Rakitovec, Rižana, Rožar, Sermin, Sirči, Smokvica, Socerb, Sočerga, Sokoliči, Spodnje Škofije, Srgaši, Stepani, Šalara, Šeki, Škocjan, Šmarje, Sveti Anton, Tinjan, Topolovec, Trebeše, Triban, Trsek, Truške, Tuljaki, Vanganel, Zabavlje, Zanigrad, Zazid, Zgornje Škofije, Župančiči

## Kultura in umetnost

### Arhitektura in gradbeništvo
- Bartolomeo delle Cisterne (1400, Koper – 1480, Trst, Italija), arhitekt.
- Franciscus de Cologna (ok. 1500, Koper - neznano), arhitekt.
- Joachim Grasii (1837, Koper – 19. avgust 1904, Koper), arhitekt.
- Dominik Koprčan (1387, Koper - 1463, Benetke, Italija), arhitekt in kipar. Pripisujejo mu avtorstvo spodnjega dela pročelja koprske katedrale (1428–48).
- Carlo Martinuzzi (ok. 1673, domnevno Čedad – ok. 1726, Koper), arhitekt.
- Benko iz Sočerge (med 1400 in 1500, Sočerga – neznano), stavbar in kamnosek.
- Andrea da Valle (neznano, Koper – 1578, neznano), arhitekt.

### Slikarstvo
- Zvest Apollonio (15. maj 1935, Bertoki – 25. marec 2009, Bertoki), slikar, grafik in scenograf.
- Matjaž Borovničar (22. junij 1974, Koper), akademski slikar in likovni pedagog.
- Benedetto Carpaccio (1500, Benetke, Italija – 1560, Koper), slikar.
- Vittore Carpaccio (ok. 1465, Benetke, Italija - 1525/26, Benetke, Italija ali Koper), slikar.
- Vittorio Cocever (1902, Koper – 1971, Padova, Italija), slikar in keramičar.
- Peter Furlanič (okoli 1560, Dekani - neznano), slikar.
- Bartolomeo Gianelli (20. februar 1824, Koper – 10. december 1894, Koper), akademski slikar, portretist, ilustrator in profesor.
- Franc Gverin (1824, Koper - po 1853, neznano), slikar.
- Janez iz Kastva (neznano, neznano), slikar. Ohranjen je podpis na eni izmed fresk v cerkvi Svete Trojice v Hrastovljah.
- Nikolina Karkovič (2. december 1891, Trst, Italija - 26. maj 1990, Koper), kulturna delavka in amaterska slikarka.
- Aleksij Kobal (23. oktober 1962, Koper), slikar, grafični oblikovalec, glasbenik in pisatelj.
- Matej Kocjan - Koco (3. december 1978, Koper), stripovski avtor, ilustrator in likovni pedagog.
- Nika Korsič (10. december 1983, Koper), slikarka, fotografinja in grafična oblikovalka.
- Marino Mahnič (13. september 1941, Koper), slikar in oblikovalec.
- Cveto Marsič (1960, Koper), slikar.
- Dimitry Orlac (1956, Koper), slikar.
- Nello Pacchietto (1922, Koper – oktober 2003, Benetke, Italija), slikar.
- Rudolf Saksida (28. januar 1913, Gorica, Italija - 6. marec 1984, Trst, Italija), slikar. Med bivanjem v Kopru se je usmeril k novi stvarnosti.
- Boris Tavželj (5. julij 1934, Ljubljana - 17. julij 1984, Ljubljana ali Lucija), litografski risar in grafik. Od leta 1959 naprej je bil grafik v tovarni avtomobilov TOMOS v Kopru. Bil je soustanovitelj društva Klas in Ex tempore ter ustanovitelj likovnega tečaja TOMOS v Kopru.
- Francesco Trevisani (9. april 1656, Koper – 30. julij 1746, Rim, Italija), slikar.
- Giorgio Ventura (1570, Zadar – 1610, Koper), slikar.
- Klavdij Ivan Zornik (30. oktober 1910, Koper - 5. maj 2009, Ljubljana), slikar.

### Kiparstvo
- Anton Flego (8. marec 1938, Novo mesto), akademski kipar, keramičar in likovni pedagog v Kopru.
- Jože Pohlen (19. marec 1926, Hrastovlje – 28. oktober 2005, Gažon), kipar in slikar.
- Primož Pugelj (3. april 1973, Koper), kipar.

### Fotografija in grafično oblikovanje
- Goran Bertok (1963, Koper), fotograf.
- Zdenko Bombek (29. julij 1959, Koper), ladijski strojnik in fotograf.
- Anja Čop (1975, Koper), fotografinja.
- Sergio Gobbo (18. maj 1950, Koper), oblikovalec, fotograf.
- Jaka Ivančič (13. maj 1979, Koper), fotograf, glasbenik in radijec.
- Vida Klenovšek (19. november 1969, Koper), fotografinja.
- Jože Kološa (28. september 1920, Murska Sobota – 29. junij 1998, Izola), umetniški fotograf. V Kopru je deloval kot organizator razstav in umetniški vodja Fotogalerije Koper.

### Književnost
- Ivan Vincenc Benini (15. avgust 1774, Koper - 12. junij 1814, Koper), zdravnik in pesnik. Poznan je bil po pesniških prevodih Horaca.
- Miłosz Biedrzycki (6. avgust 1967, Koper), pesnik, prevajalec in inženir geofizike.
- Giuseppe Bonzio (januar 1710, Koper – neznano, Koper), pesnik, prevajalec in govornik.
- Ines Cergol (1959, Koper), pisateljica.
- Ferruccio Jakomin (7. september 1930, Pobegi – 30. april 1958, Trst, Italija, pokopan: Pobegi), pesnik.
- Danilo Japelj (18. marec 1949, Reka), pesnik in ekonomist. Za svoje dolgoletno kulturno-prosvetno delo na literarnem in glasbenem področju je leta 1980 prejel plaketo ZKO Koper.
- Edelman Jurinčič (20. januar 1952, Boršt), pesnik.
- Ludovika Kalan (24. avgust 1900, Pivka - 17. maj 1983, Koper), mladinska pesnica in prosvetna delavka.
- Ferdo pl. Kleinmayr (5. januar 1881, Koper - 13. julij 1944, Trst, Italija), humorist, šolnik in pisatelj.
- Dag Kleva (1965, Koper), pisatelj znanstvene fantastike in učitelj.
- Jernej Križaj (18. avgust 1838, Orehek, občina Postojna – 19. junij 1890, Sveti Anton), prevajalec, pesnik in duhovnik.
- Gašper Malej (12. julij 1975, Koper), prevajalec, urednik in pesnik.
- Luka Novak (1. avgust 1963, Koper), pisatelj, založnik, prevajalec, scenarist in TV voditelj.
- Milica Ostrovška (14. junij 1907, Koper – 5. april 1997, Maribor), pisateljica, publicistka in pedagoška delavka.
- Vanja Pegan (10. maj 1967, Koper), pisatelj, mladinski pisatelj in glasbenik.
- Bert Pribac (16. januar 1933, Srgaši – 13. maj 2020, Srgaši), pesnik in bibliotekar.
- Radivoj Rehar (4. januar 1894, Ajdovščina - 9. maj 1969, Koper), pesnik, pisatelj, urednik in novinar.
- Vanja Strle (2. december 1960, Koper), pisateljica.
- Janez Anton Suppantschitsch (22. maj 1785, Ljubljana - 24. julij 1833, Koper), pesnik, dramatik, zgodovinar in potopisec.
- Giovanni De Totto (24. avgust 1914, Koper – 23. marec 1995, Rim, Italija), pisatelj, pesnik in politik.
- Marija Vogrič (4. april 1932, Jazne – 18. marec 2016, Koper), pisateljica in publicistka.
- Ivan Vouk (15. junij 1886, Koper - 10. marec 1951, Ljubljana), prevajalec in pisatelj.

### Glasba
- Adriano Baruca (1957, Koper), kitarist.
- Lara Baruca (1. avgust 1979, Koper), pevka in skladateljica zabavne glasbe.
- Vili Bertok (4. november 1954, Koper), bas kitarist in tekstopisec.
- Giuseppe Clemente Bonomi (neznano, neznano), duhovnik, glasbenik, skladatelj in kapelnik. V začetku tridesetih let 18. stoletja je bil vodja glasbene kapele Koprske stolnice.
- Josef Czastka (12. marec 1818, Brno, Češka - 25. januar 1884, Koper), dirigent, glasbeni učitelj in organist.
- Franci Čelhar (16. julij 1953, Koper), pianist, skladatelj in glasbeni aranžer.
- Jernej Černivan (11. julij 1704, Koper - 14. julij 1767, Koper), glasbenik, organist in kanonik.
- Peter Černivan (10. avgust 1736, Koper - 11. junij 1808, Koper), glasbenik, organist, kanonik in arhidiakon.
- Mihael Čok (med 1750 in 1780, Plavje - pred 1825, neznano), orglar in komponist. Med letoma 1799 in 1801 je orglal v koprski stolnici.
- Ambrož Čopi (11. januar 1973, Šempeter pri Gorici), skladatelj in dirigent. Od leta 1998 do 2007 je bil dirigent Mešanega pevskega zbora Obala Koper.
- Tulio Furlanič (1. maj 1949, Koper), bobnar, tolkalist in pevec zabavne glasbe.
- Blaž Gracar (31. oktober 1991, Koper), elektronski glasbenik, pisatelj in videast.
- Patrik Greblo (23. maj 1972, Koper), dirigent, skladatelj in aranžer zabavne glasbe.
- Anika Horvat (24. maj 1977, Koper), pevka zabavne glasbe in optičarka.
- Aljoša Jerič (5. marec 1973, Koper), bobnar in politik.
- Valentino Kanzyani (27. julij 1975, Koper), didžej. Njegovo pravo ime je Tine Kocjančič.
- Zlati Klun (28. avgust 1952, Koper), bobnar, tolkalist in pevec zabavne glasbe.
- Tinkara Kovač (3. september 1978, Koper), pop-rock glasbenica, pevka, flavtistka in pedagoginja. Leta 2014 je zastopala Slovenijo na tekmovanju za  Pesem Evrovizije.
- Danilo Kocjančič (22. marec 1949, Koper – 3. februar 2013, Ljubljana), skladatelj, kitarist, baskitarist in pevec.
- Julija Kramar (13. avgust 1976, Koper), operna pevka. Zmagovalka 2. sezone šova Slovenija ima talent.
- Josip Križman (24. februar 1880, Sveti Anton – 5. marec 1966, Trst, Italija), duhovnik in glasbenik.
- Nazarij Križman (18. februar 1890, Sveti Anton – 31. januar 1952, Trst, Italija), učitelj in glasbenik.
- Srečko Kumar (9. april 1888, Kojsko - 9. februar 1954, Koper), glasbeni pedagog in zborovodja.
- Samuel Lucas (4. januar 1971, Koper), pevec in glasbenik.
- Antonio Madonizza (8. februar 1806, Koper – 24. avgust 1870, Poreč, Hrvaška), pravnik in politik.
- Žiga Murko (1988, Koper), glasbenik.
- Iztok Novak - Easy (25. maj, Koper), kantavtor, pevec in glasbenik.
- Jadran Ogrin (1. april 1948, Sveti Anton), glasbenik, skladatelj in glasbeni producent.
- Bruno Polli (16. junij 1916, Koper – 26. oktober 1996, Trst, Italija), violinist.
- Gregor Ravnik (1993, Koper), pop pevec in tenorist.
- Žiga Rustja (11. september 1988, Koper), kantavtor.
- Lea Sirk (1. september 1989, Koper), pevka zabavne glasbe. Leta 2018 je Slovenijo zastopala na tekmovanju za Pesem Evrovizije.
- Ivan Šček (5. avgust 1925, Vipava - 20. januar 1972, Koper), skladatelj.
- Matjaž Švagelj (22. december 1963, Koper), kitarist in glasbeni aranžer.
- Antonio Tarsia (18. julij 1643, Koper - 20. oktober 1722, Koper), glasbenik, skladatelj.
- Marko Vatovec (8. avgust 1961, Koper), dirigent in zborovodja.
- Alja Velkaverh (15. maj 1982, Koper), flavtistka.
- Elda Viler (17. december 1944, Koštabona), pevka zabavne glasbe.
- Boris Vremšak (20. paril 1964, Koper), skladatelj in zborovski pevec.

### Gledališče, film, radio in televizija
- Boris Cavazza (2. februar 1939, Milano, Italija), gledališki in filmski igralec, režiser ter scenarist. Od leta 2002 do svoje upokojitve leta 2006 je bil kot igralec in režiser zaposlen v Gledališču Koper, kjer je nastopal že v študijskih letih.
- Matija Barl (17. februar 1940, Ljubljana – 3. avgust 2018, Marezige), igralec, prevajalec in producent. Leta 1951 je v filmu Kekec igral naslovno osebo.
- Boris Benčič (13. marec 1957, Koper – 10. maj 2002, Izola), scenograf, režiser, risar animiranih filmov, slikar in fotograf.
- Valter Dragan (6. oktober 1965, Koper), igralec.
- Lorella Flego (3. julij 1974, Koper), televizijska moderatorka, voditeljica, modna urednica in novinarka.
- Ernest Franz (13. februar 1906, Podgorje - 23. september 1981, Ljubljana), scenograf in arhitekt.
- Andrej Jelačin (22. oktober 1932, Senožeče), igralec, režiser, humorist, dramatik in gledališki organizator.
- Boris Palčič (24. november 1958, Koper), televizijski in filmski režiser, scenarist in pedagog.
- Albin Penko (17. oktober 1921, Trst, Italija – 17. oktober 1965, Koper), gledališki igralec.
- Vassili Silovic (1964, Koper), scenarist in režiser.
- Gašper Tič (7. maj 1973, Koper – 18. junij 2017, Ljubljana), gledališki, filmski in televizijski igralec.
- Srečko Tič (16. januar 1914, otok Iž, Hrvaška - 11. avgust 2004, Izola), režiser, organizator, scenograf in šolnik.
- Nataša Tič Ralijan (30. oktober 1965, Koper), gledališka, televizijska in filmska igralka.

### Druge umetnosti
- Slavko Hiti (29. julij 1922, Ljubljana - 17. april 1975, Koper), baletni plesalec, pedagog in koreograf.
- Alen Kobilica (30. avgust 1970, Koper), maneken, športnik in podjetnik.
- Vanja Rupena (18. april 1978, Koper), manekenka in model. Leta 1996 je v Indiji zastopala Hrvaško na tekmovanju za Miss sveta.
- Jela Vilfan (27. december 1906, Trst, Italija - 1998, Koper), kostumografinja in dekoraterka.
- Svetlana Visintin (26. februar 1959, Koper – 2. julij 2016, neznano), kostumografinja.

## Gospodarstvo
- Slavko Bevk (9. junij 1909, Cerkno - 17. september 1970, Koper), družbenopolitični in gospodarski delavec.
- Vojko Čok (8. februar 1946, Plavje), ekonomist.
- Rudi Dujc (30. september 1939, Škoflje – 11. julij 1993, Izola), ekonomist in gospodarstvenik. Dobil je funkcijo odgovorne osebe za gospodarstvo v občini Koper, postal direktor komercialnega področja Luke Koper in leta 1981 za svoje zasluge prejel občinsko plaketo.
- Ante Flego (25. marec 1902, Vodnjan, Hrvaška - 4. oktober 1959, Koper), kmetijski strokovnjak.
- Srečko Gombač (1. marec 1950, Koštabona), ekonomist, publicist in raziskovalec.
- Livio Jakomin (8. april 1940, Prade), pomorec.
- Ivo Jelačin (25. september 1926, Senožeče), gospodarstvenik.
- Franc Juriševič (4. januar 1907, Sežana), kmetijski strokovnjak.
- Bartholomaeus Justinopolitanus (neznano, Koper - 1508, Benetke, Italija), tiskar.
- Vladimir Kuret (2. april 1888, Šmarje - 9. februar 1962, Šentjur), pisatelj in vinarski ter sadjarski strokovnjak.
- Štefan Lovrenčič (19. oktober 1891, Truške – 5. marec 1981, Trst, Italija), gospodarstvenik.
- Miša Pušenjak (29. november 1962, Koper), inženirka agronomije, publicistka, avtorica vrtnarskih priročnikov in političarka.
- Antonio Turini (ok. 1585, Koper - 1644, Trst, Italija), tiskar. V Kopru je ustanovil prvo tiskarno na Primorskem (1618–24).

## Humanistika, družboslovje in znanost
- Antonio Alisi (2. februar 1876, Trst, Italija – 2. januar 1954, Bolzano, Italija), publicist in umetnostni zgodovinar. Bil je med pobudniki za ustanovitev Mestnega muzeja za zgodovino in umetnost v Kopru, kasneje pa je postal njegov direktor. Posvečal se je monografski obdelavi umetnostnih spomenikov v Kopru in Piranu.
- Giulio Cesare da Beatiano (17. stoletje, Mondeferto, Italija – druga polovica 17. stoletja, Koper), heraldik, diplomat, plemič in vitez.
- Leon Bernetič (29. maj 1926, Bernetiči – 26. junij 2008, Izola), električar, pomorski zaščitnik, inovator, partizanski borec, delovodja, ribič, vinogradnik in publicist.
- Vanda Bezek (3. avgust 1933, Opatija, Hrvaška), umetnostna zgodovinarka. Od leta 1972 je kot arhivistka zaposlena v Pokrajinskem arhivu v Kopru.
- Mariusz Biedrzycki (1971, Koper), biolog.
- Breda Biščak (4. marec 1976, Koper), moderatorka, tolmačka in prevajalka.
- Marij Bratina (3. februar 1912, Stomaž - 13. marec 1982, Koper), arhivar.
- Milan Bufon (28. maj 1959, Trst, Italija), geograf. Od leta 1996 deluje kot raziskovalec na Znanstveno-raziskovalnem središču v Kopru.
- Zvona Ciglič (6. december 1948, Ajdovščina), etnologinja in muzealka. Od leta 1977 do upokojitve leta 2011 je bila kustosinja etnologinja in muzejska svetovalka v Pokrajinskem muzeju Koper. V obnovljeni beneško-gotski stavbi na Gramscijevem trgu v Kopru je zasnovala in uredila stalno etnološko zbirko.
- Lucija Čok (7. april 1941, Lokavec), jezikoslovka, političarka in pedagoginja. Bila je prva direktorica Znanstvenoraziskovalnega središča Koper, s sodelavci je postavila temelje za ustanovitev Univerze na Primorskem in leta 2003 postala njena prva rektorica.
- Leda Dobrinja (22. junij 1954, Koper), sociologinja, urednica, projektna menedžerka in literarna ustvarjalka.
- Patricija Dodič (13. november 1969, Koper), bibliotekarka in slovenistka.
- Boštjan Dvořak (23. junij 1971, Koper), jezikoslovec, raziskovalec, prevajalec, poliglot, botanik in zoolog.
- Ferdo Fišer (1. januar 1908, Koper - 30. avgust 1992, Zagreb, Hrvaška), kemik in agrarni tehnolog.
- Ingrid Slavec Gradišnik (1956, Koper), etnografinja in raziskovalka v ZRC SAZU.
- Giovanni Giustiniani (1501, Heraklion, Grčija – 1577, Koper), prevajalec. Na koprski stolnici stoji njegov doprsni kip.
- Richard Heinzel (3. november 1838, Koper – 4. april 1905, Dunaj, Avstrija), filolog.
- Katja Hrobat-Virloget (14. december 1976, Koper), antropologinja.
- Mauro Hrvatin (15. januar 1962, Koper), geograf.
- Andreas Divus Justinopolitanus (1490, Koper - po januarju 1548, neznano), humanist, latinist in prevajalec. Znan je po prevodih grških klasikov Homerja, Aristofana in Teokrita.
- Mija Kalan (16. september 1927, Kobarid - 19. julij 1997, Koper), časnikarka in prevajalka.
- Andreja Kalc (1979, Koper), prevajalka iz ruščine in ukrajinščine ter lektorica.
- Benedetto Lonza (24. julij 1904, Koper – 10. november 1971, Trst, Italija), arheolog, umetnostni zgodovinar, domoznanec, publicist in knjižničar.
- Giuseppe de Lugnani (18. februar 1793, Koper – 27. junij 1857, Ankaran), knjižničar, pisatelj, učitelj in raziskovalec.
- Bruno Maier (1. december 1922, Koper – 27. december 2001, Trst, Italija), literarni kritik, pisatelj in predavatelj.
- Dragan Marušič (1. maj 1953, Koper), matematik.
- Vesna Mikolič (25. februar 1965, Koper), jezikoslovka, slovenistka in italijanistka.
- Palladio Negri (1450, Padova, Italija – 1520, Koper), humanist in psiholog.
- Darko Ogrin (16. junij 1960, Koper), geograf, pedagog in univerzitetni profesor.
- Igor Pribac (1958, Koper), prevajalec, filozof in sociolog.
- Atilij Rakar (1. marec 1931, Movraž – 2010), jezikoslovec, literarni zgodovinar in romanist.
- Argio Sabadin (22. september 1949, Koper), psiholog in univerzitetni profesor. V obdobju med 1989 in 1990 je bil prodekan Filozofske fakultete.
- Francesco Semi (24. junij 1910, Koper - 7. maj 2000, Benetke, Italija), umetnostni in literarni zgodovinar, pisatelj in klasični filolog.
- Iztok Škornik (13. september 1964, Koper), ornitolog in publicist.
- Nadja Terčon (17. oktober 1963, Koper), muzejska svetnica.
- Umberto Urbani (24. maj 1888, Koper - 16. junij 1967, Trst, Italija), slavist in prevajalec.
- Mojca Urek (17. avgust 1966, Koper), sociologinja in socialna delavka.
- Branko Vatovec (23. oktober 1944, Koper), astrolog.
- Marjeta Vasič (12. avgust 1922, Novo mesto – 20. marec 2005, Gažon), literarna zgodovinarka, profesorica, prevajalka in publicistka.
- Giuseppe Vidossi (30. marec 1878, Koper – 5. junij 1969, Torino, Italija), jezikoslovec.
- Srečko Vilhar (7. april 1907, Kromberk - 1. oktober 1976, Ljubljana, pokopan v Kopru), politični delavec in knjižničar. Po njem je v Kopru poimenovana knjižnica (Osrednja knjižnica Srečka Vilharja Koper).
- Igor Vrišer (13. januar 1930, Ljubljana - 23. januar 2013, Ljubljana), geograf. Sodeloval je pri izdelavi regionalnih in urbanističnih planov za Koper (1956) in druga mesta.
- Robert Zorec (23. januar 1958, Koper), biolog in patofiziolog, akademik
- Anja Zorman (1969, Koper), jezikoslovka.
- Mavricij Zgonik (10. marec 1910, Tinjan – 28. oktober 2002, Ljubljana), zgodovinar in geograf.
- Jože Žumer (13. julij 1953, Jesenice – 10. marec 2006, Koper), geograf.

## Medicina in veterina
- Giovanni de Albertis (ok. 1410, Koper - 1488, Koper), zdravnik in medicinski pisec.
- Zaviša Bem (17. december 1926, Kikinda, Srbija - 4. oktober 2003, Ljubljana, pokopan v Kopru), veterinar in živilski tehnolog.
- Jožef Dolničar (26. februar 1801, Ljubljana – 16. junij 1883, Trst, Italija), vzgojitelj in zdravnik. Za svoje delo ob času izbruha epidemije kolere je prejel javno priznanje občine Koper.
- Luciano Ferfoglia (13. oktober 1920, Trst, Italija - 3. november 1971, Koper), zdravnik, internist.
- Igor Gregorič (9. februar 1955, Koper), doktor medicinskih znanosti in kardiolog.
- Polde Hladnik (9. november 1919, Žiri - 19. december 1997, Koper), zdravnik in higienik. Leta 1954 je ustanovil obalni zdravstveni dom, tri leta kasneje pa še higienski zavod, ki je bil kasneje preimenoval v Zavod za socialno medicino in higieno.
- Zdenka Humar (13. avgust 1913, Koper - 14. januar 1991, Ljubljana), zdravnica pediatrinja, strokovna piska in predavateljica.
- Ivan Kastelic (16. oktober 1920, Ljubljana – 13. marec 2001, Ljubljana), zdravnik, organizator zdravstvene službe, specialist socialne medicine in fiziolog. Bil je raziskovalec v regionalnem zavodu za zdravstveno varstvo v Kopru in vodja antituberkuloznega dispanzerja v Kopru.
- Santorio Santorio (29. marec 1561, Koper - 22. februar 1636, Benetke, Italija), zdravnik in pedagoški delavec.
- Aleksij Žbona (21. julij 1942, Miren – 18. maj 1987, Šmarje), zdravnik in slikar.

## Zgodovina in arheologija
- Grof Gian Rinaldo Carli (11. april 1720, Koper - 22. februar 1795, Milano, Italija), enciklopedist, zgodovinar in arheolog. Bil je eden ključnih raziskovalcev istrske zgodovine v 18. stoletju. Pod njegovo pobudo so bili narejeni prvi koraki k ustanovitvi muzejske zbirke antičnih napisov, reliefov in kipov v prostorih tedanje mestne lože v Kopru.
- Aldo Cherini (7. februar 1919, Koper – 11. december 2010, Trst, Italija), zgodovinar, umetnik in domoznanec.
- Darko Darovec (14. december 1961, Koper), zgodovinar, arhivist in publicist.
- Mitja Guštin (10. september 1947, Maribor), arheolog. Vodil je obsežna arheološka izkopavanja v Kopru.
- Albert Klun (21. junij 1926, Brezovica, Hrpelje - Kozina – 6. junij 2002, Izola), zgodovinar. Prejel je nagrado 15. maj, ki jo podeljuje skupščina občine Koper.
- Franc Kos (24. december 1853, Selca - 14. marec 1924, Ljubljana), zgodovinar.
- Janez Kramar (6. maj 1911, Ljubljana - 12. april 2002, Koper), zgodovinopisec.
- Ana Cergol Paradiž (2. april 1983, Koper), zgodovinarka.

## Šolstvo
- Jože Babič (10. marec 1904, Marezige - 21. julij 1986, Koper), šolnik.
- Josip Bertok st.  (11. september 1877, Bertoki – 5. april 1955, Boršt, Italija), učitelj.
- Viktor Bežek (10. julij 1860, Postojna - 19. december 1919, Ljubljana), pedagog, jezikoslovec, urednik in literarni kritik. Bil je dolgoletni ravnatelj učiteljišča v Kopru in eden najvidnejših slovenskih pedagogov z začetka 20. stoletja.
- Silvester Cerut (31. december 1889, Rižana – februar 1945, Dachau, Nemčija), učitelj in prosvetni delavec.
- Milan Jereb (26. avgust 1900, Osp – 27. november 1969, Ljubljana), učitelj.
- Marija Majnik (1. april 1909, Volče - 1997, Koper), učiteljica.
- Ivan Markelj (9. december 1852, Šentvid pri Stični - 11. december 1903, Koper), šolnik.
- Ciril Kovač (30. junij 1923, Mala Ligojna – 2007, pokopan v Veliki Lagojni), profesor, esejist in slavist. Poučeval je na Ekonomsko-administrativnem šolskem centru v Kopru.
- Anton Valentič (24. december 1845, Dekani – 31. januar 1914, Trst, Italija), šolnik.
- Elvira Vatovec (8. junij 1922, Čežarji – 5. september 1944, Dekani), učiteljica.
- Janez Anton Zupančič (22. maj 1785, Ljubljana – 24. julij 1833, Koper), profesor, pesnik, dramatik in leposlovec. Dijake je spodbujal k rabi slovenščine.

## Religija
- Francesco de Andreis (januar 1519, Koper – neznano), škof, kanonik, apostolski protonotar, grof, plemič in pravnik.
- Angelo Bartolomasi (30. maj 1869, Pianezza, Italija – 28. februar 1959, Pianezza, Italija), tržaško-koprski škof.
- Raimondo Benvenuti (januar 1806, Piran – januar 1863, Koper), redovnik, frančiškan in knjižničar.
- Jurij Bizjak (22. februar 1947, Col), duhovnik, teolog, škof in prevajalec. Kot koprski škof ordinarij je dal zgraditi nove prostore za Škofijski arhiv Koper in druge škofijske urade.
- Franc Bole (9. avgust 1932, Koritnice - 18. februar 2020, Izola, pokopan v Kopru), duhovnik, urednik, publicist in pedagog. V Kopru je bil dolgoletni urednik revije Ognjišče.
- Baldassarre Bonifacio (5. januar 1858, Crema, Italija – 17. november 1659, Koper), koprski škof.
- Nicolosa Borsa, blažena (januar 1447, Koper – 23. april 1512, Benetke, Italija), redovnica, opatinja in svetnica.
- Jožef Anton Brozina (20. februar 1787, Koper - 25. januar 1872, Marezige), narodni buditelj v Slovenski Istri in duhovnik.
- Štefan Cek (30. januar 1913, Hrušica – 22. januar 1985, Izola), duhovnik. 12 let je bil župnik v Šmarjah pri Kopru in nato še 8 let v Dekanih.
- Anton Cerar (16. januar 1892, Dob – 13. marec 1976, Dob), duhovnik in narodni delavec. Deloval je v župnijah Šmarje, Koštabona in Krkavče.
- Frančišek Cvejn (5. marec 1867, Víska, Češka - 26. november 1927, Boršt), duhovnik.
- Jakob Čemažar (15. julij 1874, Železniki – 20. junij 1924, Mala Nedelja), narodni delavec in duhovnik. Kot duhovnik je deloval v župnijah Opčine, v Koštaboni in v Šmarjah pri Kopru. Izredno pomemben je zaradi svojega proslovenskega in antifašističnega delovanja.
- Anton Deklenčič (8. januar 1745, Koper - 30. september 1815, Koper), pesnik in duhovnik.
- Pier Giulio Delfino (3. april 1634, Rovigo, Italija – 24. april 1685, Koper), koprski škof.
- Pietro Antonio Dolfin (januar 1634, Rovigo, Italija – januar 1685, Koper), škof, kanonik in nadduhovnik.
- Antonio Elio (1510, Koper – 1576, Koper), koprski škof.
- Elio iz Kopra (prvo stoletje n.š., Koštabona – 18. julij, Koper), svetnik, teolog in diakon.
- Alojzij Fogar (27. januar 1882, Gorica, Italija – 26. avgust 1971, Rim, Italija), tržaško-koprski škof.
- Girolamo de Franciscis (1445, Koper – 13. maj 1513, Videm, Italija), škof.
- Ivan Nepomuk Glavina (13. april 1828, Boršt, Italija – 10. november 1899, Trst, Italija), tržaško-koprski škof. V Kopru je ustanovil malo semenišče za italijanske dijake.
- Dušan Jakomin (11. januar 1925, Sv. Anton – 12. februar 2015, Trst, Italija), duhovnik in prosvetni delavec.
- Janez Jenko (5. maj 1910, Jama - 24. december 1994, Koper), teolog, duhovnik, škof in publicist.
- Leopold Jurca (4. april 1905, Branik – 22. februar 1988, Koper), duhovnik.
- Jože Kocjan (28. februar 1888, Bazovica, Italija – 28. november 1971, Movraž), duhovnik.
- Alojz Kocjančič (20. maj 1913, Kubed – 19. november 1991, Klanec pri Kozini), duhovnik in pesnik. Od leta 1938 do 1963 je bil župnik v Koštaboni, nato pa soupravnik v župniji Pomjan in župniji  Šmarje.
- Lojze Kobal (7. december 1946, Vrhpolje), duhovnik in glasbenik. Deloval je v župnijah Krkavče,  Šmarje in Pomjan.
- Monald Koprski (13. stoletje, Koper – 1278, Koper), duhovnik, teolog in kanonist.
- Primož Krečič (7. marec 1961, Vrhpolje), duhovnik in publicist. V koprski stolnici je vsa leta službovanja vodil mešani pevski zbor.
- Ivan Kuret (10. marec 1863, Ricmanje, Italija – 17. marec 1914, Gorica, Italija), šolnik, glasbenik in učitelj. Deloval je v Kubedu, Šmarjah in v Dekanih.
- Milan Kuret (27. januar 1890, Šmarje - 5. januar 1964, Podbrdo), pesnik in duhovnik.
- Jernej Legat (16. avgust 1807, Naklo - 12. februar 1875, Trst, Italija), duhovnik in tržaško-koprski škof. Kot škof je povečal število župnij, pospeševal ljudsko šolstvo in v cerkvah po Trstu uvedel slovenske pridige.
- Paolo Naldini (15. oktober 1632, Padova, Italija – 21. april 1713, Koper), koprski škof.
- Domenico Maria Pellegrini (27. december 1737, Koper – 21. marec 1820, Benetke, Italija), duhovnik in knjižničar.
- Bonifacio da Ponte (22. april 1726, Benetke, Italija – 6. januar 1810, Koper), škof in biblicist.
- Franjo Ravnik (4. november 1832, Smokuč - 22. junij 1883, Korte), narodni buditelj in duhovnik. Na koprski gimnaziji je uvedel poučevanje »ilirskega« jezika.
- Hijacint Repič (9. julij 1863, Ajdovščina - 3. marec 1918, Koper), duhovnik, redovnik, frančiškan, jezikoslovec, narodni delavec in nabožni pisec. Po njegovih prizadevanjih je v koprsko samostansko knjižnico prišlo veliko slovenskih knjig.
- Tommaso Stella (neznano, 6. januar 1566, Koper ali Split, Hrvaška), škof, redovnik in teolog.
- Andrej Marija Sterk (28. november 1827, Volosko, Hrvaška - 7. september 1901, Trst, Italija), duhovnik, tržaško-koprski škof in narodni buditelj.
- Peter Pavel Vergerij (ok. 1498, Koper - 4. oktober 1565, Tübingen, Nemčija), protestantski pisec, duhovnik in škof. Po njem so v Kopru poimenovali trg, na katerem stoji tudi njegov kip.
- Šimun Vosić (neznano – avgust 1482, Koper), barski nadškof.

## Publicistika
- Gildo Baruca (16. junij 1931, Plavje – 19. marec 2008, Izola), novinar in publicist.
- Ettore Battelli (1. maj 1923, Bassano del Grappa, Italija - 26. junij 1982, Koper), novinar, radijski komentator in javni delavec.
- Danijel Cek (19. september 1972, Koper), novinar, publicist, ljudski pevec in raziskovalec ljudskega izročila.
- Alberto Cernaz (1. avgust 1969, Koper), novinar, urednik in domoznanec.
- Fabio Maria Crivelli (11. januar 1921, Koper – 24. oktober 2009, Cagliari, Italija), novinar in pisatelj.
- Nataša Fajon (19. maj 1977, Koper), publicistka in fotografinja.
- France Gerželj (28. februar 1909, Beljak, Avstrija – 14. junij 1984, Koper), novinar.
- Rudolf Golouh (23. oktober 1887, Koper - 23. december 1982, Ljubljana), publicist, politik, novinar in pisatelj.
- Milan Gregorič (8. september 1934, Dekani), publicist.
- Jože A. Hočevar (29. november 1934, Štanjel), publicist in urednik. Bil je predsednik Slavističnega društva Koper in ravnatelj Osrednje knjižnice Srečka Vilharja.
- Srečko Kavčič (22. julij 1938, Javornik), časnikar. Bil je direktor in glavni urednik Primorskih novic s sedežem v Kopru in časnikar na Radiu Koper.
- Janja Klasinc (20. november 1955, Koper), novinarka in političarka.
- Daniele Kovačić (29. julij 1988, Koper), novinar.
- Saša Petejan (8. oktober 1972, Koper), novinarka in publicistka.
- Rudolf Udovič (6. julij 1910, Obrov – 7. april 1987, Koper), novinar in urednik.
- Vid Vremec (18. julij 1919, Opčine, Italija - 19. avgust 2002, Izola), publicist. Leta 1979 je prejel red zaslug za narod z zlato zvezdo.

## Politika, uprava in pravo
- Mario Abram (18. julij 1920, Nabrežina, Italija – 9. julij 2004, Ljubljana), časnikar in politik. Bil je direktor Radia Koper in za zasluge prejel naslov častnega občana Kopra.
- Josip Agneletto (8. november 1884, Trsek – 14. julij 1960, Trst, Italija), politik, gospodarstvenik in pravnik.
- Aldo Babič (12. marec 1953, Koper), politik in ekonomist.
- Roberto Battelli (19. oktober 1954, Pulj, Hrvaška), časnikar in politik. Bil je večletni urednik poročil na TV Koper-Capodistria.
- Aleš Bebler (8. junij 1907, Idrija – 12. avgust 1981, Ljubljana), politik, diplomat, pravnik in publicist. Po njem se imenuje osnovna šola v Hrvatinih (OŠ dr. Aleš Bebler).
- Felice Bennati (6. maj 1856, Piran – 3. marec 1924, Koper), politik.
- Krištof Belli (1818, Koper - 1877, Koper), zdravnik in politik. V Kopru je bil dolga leta okrajni zdravnik, med letoma 1870 in 1874 je bil koprski župan.
- Tomaž Bizajl (21. december 1934, Breg - 14. maj 2020, Koper), sociolog, šolnik in politik.
- Giovanni Paolo Brati (januar 1540, Koper – januar 1565, Koper), politik in župan.
- Aleš Bržan (15. februar 1976, Koper), radijski voditelj, podjetnik in politik. Trenutni župan Mestne občine Koper (mesto je nastopil 21. decembra 2018).
- Bojan Bugarič (18. september 1965, Koper), politik, pravnik in univerzitetni profesor.
- Ivan Cah (22. marec 1897, Kortine – 24. februar 1971, Dekani), politični delavec. Zbiral je gradivo za kroniko občine Koper.
- Baron Mario Calafati (12. april 1765, Hvar, Hrvaška - 3. julij 1822, Koper), pravnik in politik. Leta 1802 je bil izvoljen za koprskega župana.
- Danijel Cep (4. avgust 1966, Koper – 20. avgust 2015, Koper), politik, koprski podžupan in športnik.
- Carlo Giovanni Francesco Combi (27. julij 1827, Koper - 11. september 1884, Benetke, Italija), pravnik. Leta 1923 mu je Italijanska skupnost v Kopru odkrila spominsko ploščo, od leta 2006 pa deluje po njem imenovan Italijanski kulturni center Italijanski center za promocijo, kulturo, usposabljanje in razvoj Carlo Combi.
- Stanko Čok (27. april 1897, Lonjer, Italija - 10. oktober 1954, Koper), politični delavec.
- Albin Čotar (25. februar 1917, Hoče - 3. november 1988, Koper), družbenopolitični delavec.
- Anton Dolgan (5. maj 1909, Topolc - neznano, Koper), pripadnik tajne organizacije TIGR in borec NOBJ.
- Albin Dujc (31. avgust 1911, Škoflje - 12. junij 1966, Koper), družbenopolitični in turistični delavec.
- Kilijan Ferluga (18. september 1919, Plavje – 20. junij 1996, Milje, Italija), politik, učitelj in kulturni delavec.
- Valter Flego (15. avgust 1972, Koper), politik.
- Dušan Fortič (28. julij 1923, Idrija - 3. oktober 2016, Koper), časnikar, novinar in družbenopolitični delavec.
- Tomaž Gantar (21. marec 1960, Koper), politik. Je nekdanji trikratni minister za zdravje RS.
- Meira Hot (14. februar 1980, Koper), pravnica, političarka, poslanka in prostovoljka.
- Guido Jakoncig (27. september 1895, Koper – 21. december 1972, Innsbruck, Avstrija), politik.
- Frančišek Jarc (5. marec 1891, Doberdob – 27. januar 1978, Koper), pravnik.
- Ezio Jazbec (31. oktober 1920, Trst, Italija - 9. november 1975, Koper), časnikar.
- Ljubica Jelušič (16. junij 1960, Koper), obramboslovka in političarka. Med letoma 2008 in 2011 je bila ministrica za obrambo RS.
- Aurelio Juri (27. julij 1949, Pulj, Hrvaška), politik in časnikar. Leta 1990 je bil izvoljen za koprskega župana.
- Franco Juri (24. oktober 1956, Koper), politik, publicist, geograf in karikaturist.
- Damir Kajin (3. februar 1962, Koper), politik.
- Mojca Kleva (30. marec 1976, Koper), politologinja, političarka in poslanka.
- Miro Kocjan (28. december 1924, Žirje - 11. december 2012, Koper), kulturni in politični delavec.
- Črtomir Kolenc (14. junij 1914, Zagorje ob Savi - 25. avgust 2001, Koper), sodnik, kulturni in politični delavec.
- Mirko Koršič (18. januar 1914, Gorica, Italija – 12. december 1981, Ljubljana), pomorski pravnik in gospodarstvenik ter ekonomist. Bil je med ustanovitelji nove luke v Kopru.
- Lilijana Kozlovič (30. oktober 1962, Koper), pravnica in političarka.
- Zvonimir Lasič (1. avgust 1898, Gorica, Italija - 20. december 1977, Koper), politični delavec.
- Janko Markič (1913, Koper – 2002, Maribor), politik.
- Henrik Martinak (3. julij 1826, Koper - 15. februar 1879, Gradec, Avstrija), pravnik in politik.
- Dorijan Marušič (27. september 1962, Koper), politik in obramboslovec.
- Dorjan Marušič (13. junij 1957, Koper), politik, zdravnik in matematik.
- Branko Masleša (1952, Koper), sodnik in šahist.
- Gregor Perič (12. marec 1984, Koper), politik in politolog.
- Giorgio Piccoli (6. julij 1840, Rovinj, Hrvaška – 20. julij 1924, Koper), politik.
- Boris Popovič (5. september 1962, Koper), politik in podjetnik. Med letoma 2002 in 2018 je bil na položaju župana Mestne občine Koper.
- Ferdinand von Schrott (6. november 1843, Koper – 16. oktober 1921, Dunaj, Avstrija), državni uslužbenec, politik in sodnik.
- Nazario Stradi (17. december 1824, Koper – 14. maj 1915, Koper), odvetnik.
- Oskar Šavli (14. februar 1914, Koper – 1997, Ljubljana), politik in publicist.
- Stane Škrabar (17. marec 1910, Kranjska Gora, - 21. december 1992, Koper), novinar in družbenopolitični delavec.
- Maurizio Tremul (9. avgust 1962, Koper), politik.
- Anton Ukmar (6. december 1900, Prosek, Italija - 21. december 1978, Koper), politični delavec.
- Matej Tašner Vatovec (6. februar 1983, Koper), politik in filozof.
- Tanja Vrbat (18. junij 1979, Koper), političarka.
- Georg Zimmermann (18. november 1897, Koper – 17. december 1958, Dunaj, Avstrija), politik.
- Anja Bah Žibert (27. junij 1973, Koper), političarka in poslanka.

## Šport

### Nogomet
- Vlado Badžim (21. oktober 1964, Koper), nogometaš in nogometni trener.
- Damir Bartulovič (22. februar 1996, Koper), nogometaš.
- Miha Blažič (8. maj 1993, Koper), nogometaš.
- Patrik Bordon (8. april 1988, Koper), nogometaš.
- Boško Boškovič (12. januar 1969, Koper), nogometni vratar.
- Ivan Brečević (28. julij 1987, Koper), nogometaš.
- Adriano Corrente (12. november 1929, Koper – 3. junij 2017, Rovereto, Italija), nogometaš.
- Domen Črnigoj (18. november 1995, Koper), nogometaš.
- Marinko Galič (22. april 1970, Koper), nogometaš.
- Ivica Guberac (5. julij 1988,
- Edmond Gunjač (10. april 1973,

Koper), nogometaš.
- Ermin Hasić (19. maj 1975, Koper), nogometni vratar.
- Saša Jakomin (15. marec 1973, Koper), nogometaš.
- Enej Jelenič (21. november 1992, Koper), nogometaš.
- Alfred Jermaniš (21. januar 1967, Koper), nogometaš.
- Jan Koprivec (15. julij 1988, Koper), nogometni vratar.
- Marko Krivičić (1. februar 1996, Koper), nogometaš.
- Anej Lovrečič (10. maj 1987, Koper), nogometaš.
- Milidrag Marič (9. november 1983, Koper), nogometaš.
- Kristjan Matošević (5. junij 1997, Koper), nogometni vratar.
- Jan Pahor (10. junij 1986, Koper), nogometaš.
- Matej Palčič (21. junij 1993, Koper), nogometaš.
- Vanja Panić (27. januar 2002, Koper), nogometašica.
- Andrej Poljšak (24. junij 1968, Koper), nogometaš.
- Martin Pregelj (6. maj 1977, Koper), nogometaš.
- Dalibor Radujko (17. junij 1985, Koper), nogometaš.
- Aleksander Rajčević (17. november 1986, Koper), nogometaš.
- Matic Reja (21. september 1995, Koper), nogometaš.
- Mladen Rudonja (26. julij 1971, Koper), nogometaš. Nadimek Turbo Rudi.
- Matej Mavrič Rožič (29. januar 1979, Koper), nogometaš.
- Bruno Scher (10. december 1907, Koper – 5. april 1978, Milje, Italija), nogometaš in nogometni trener.
- Damir Skomina (5. avgust 1976, Koper), nogometni sodnik.
- Leo Štulac (26. september 1994, Koper), nogometaš.
- Goran Šukalo (24. avgust 1981, Koper), nogometaš.
- Mitja Viler (1. september 1986, Koper), nogometaš.
- Dalibor Višković (6. januar 1977, Koper), nogometaš.
- Dalibor Volaš (27. februar 1987, Koper), nogometaš.
- Matej Zemljak (3. marec 1992, Koper), nogometaš.
- Bruno Zago (2. december 1919, Koper), nogometaš.
- Emil Zubin (18. september 1977, Koper), nogometaš.
- Samir Zulič (8. januar 1966, Koper), nogometaš.

### Rokomet
- Dean Bombač (4. april 1989, Koper), rokometaš.
- Borut Mačkovšek (11. september 1992, Koper), rokometaš.
- Tomislav Milinković (5. junij 1984, Koper), rokometaš.
- Uroš Paladin (10. september 1988, Koper), rokometaš.
- Ana Petrinja (6. november 1985, Koper), rokometašica.
- Demis Radovčić (6. maj 1988, Koper), rokometaš.
- Michele Skatar (30. december 1985, Koper), rokometaš.
- Tin Tokić (29. december 1985, Koper), rokometaš.
- Igor Vujić (28. september 1987, Koper), rokometaš.

### Košarka
- Jan Barbarič (30. september 1995, Koper), košarkar.
- Vlatko Čančar (10. april 1997, Koper), košarkar. Leta 2017 je bil kot 11. Slovenec izbran v ligo NBA. Istega leta je z državno reprezentanco osvojil zlato kolajno na Evropskem prvenstvu.
- Dubravka Dačić (6. maj 1985, Koper), košarkarica.
- Alen Hodžić (11. avgust 1992, Koper), košarkar.
- Gregor Hrovat (18. avgust 1994, Koper), košarkar.
- Goran Jagodnik (23. maj 1974, Koper), košarkar.
- Nebojša Joksimović (17. november 1981, Koper), košarkar.
- Valentino Pellarini (26. oktober 1919, Koper – 15. maj 1992, neznano), košarkar.
- Matej Rojc (17. februar 1993, Koper), košarkar.
- Renata Salvestrini (25. julij 1969, Koper), košarkarica.

### Jadranje
- Matjaž Antonaz (18. marec 1970, Koper), jadralec, trener in urar.
- Branko Brčin (13. julij 1971, Koper), jadralec in državni reprezentant.
- Teja Černe (29. september 1984, Koper), jadralka.
- Tomaž Čopi (2. julij 1970, Koper), jadralec in jadralni trener.
- Vesna Dekleva (6. april 1975, Koper), jadralka.
- Davor Glavina (10. december 1970, Koper), jadralec.
- Mitja Kosmina (4. november 1966, Koper), jadralec.
- Veronika Macarol (28. marec 1987, Koper), jadralka.
- Tina Mrak (6. februar 1988, Koper), jadralka.
- Mitja Nevečny (10. april 1983, Koper), jadralec.
- Kim Pletikos (6. januar 1994, Koper), jadralka.
- Nik Pletikos (20. maj 1990, Koper), jadralec.
- Tine Slabe (26. avgust 1980, Koper), jadralka na deski.
- Goran Sosić (9. december 1962, Koper), jadralec.
- Gašper Vinčec (5. april 1981, Koper), jadralec.
- Vasilij Žbogar (4. oktober 1975, Koper), jadralec.

### Veslanje
- Riccardo Divora (22. december 1908, Koper – 10. januar 1951, neznano), veslač.
- Andrej Hrabar (12. januar 1978, Koper), veslač.
- Rajko Hrvat (25. september 1986, Koper), veslač.
- Luciano Marion (22. september 1928, Koper – 1993, neznano), veslač.
- Sašo Mirjanič (27. januar 1968, Koper – 25. september 1994, Žirovnica), veslač.
- Davor Mizerit (4. januar 1981, Koper), veslač.
- Bruno Parovel (6. oktober 1913, Koper – 1994, neznano), veslač.
- Matija Pavšič (13. november 1979, Koper), veslač.
- Andrej Pistotnik (17. november 1987, Koper), veslač.
- Bine Pišlar (19. marec 1983, Koper), veslač.
- Giovanni Plazzer (30. september 1909, Koper – 23. junij 1983, neznano), veslač.
- Giuseppe Ramani (15. julij 1922, Koper – 1973, neznano), veslač.
- Matej Rodela (29. oktober 1983, Koper), veslač.
- Orlando Savarin (6. september 1938, Šmarje), veslač.
- Giovanni Scher (21. oktober 1915, Koper – 1992, neznano), veslač.
- Bruno Vattovaz (20. februar 1912, Koper – 5. oktober 1943, neznano), veslač.

### Drugi športi
- Giovanni Cernogoraz (27. december 1982, Koper), športni strelec.
- Marina Cvetanović (14. februar 1986, Koper), odbojkarica.
- Jasmin Čuturic (5. julij 1974, Koper), odbojkar na mivki.
- Kristjan Fajt (7. maj 1982, Koper), kolesar.
- Vida Gerbec (12. julij 1925, Trst, Italija – 22. november 2010, Kubed), telovadka in zdravnica. Nastopila je na Poletnih olimpijskih igrah v Londonu leta 1948.
- Špela Ponomarenko Janić (2. oktober 1981, Koper), kajakašica na mirnih vodah.
- Andreja Klepač (13. marec 1986, Koper), teniška igralka.
- Andreja Leški (8. januar 1997, Koper), judoistka.
- Marin Medak (1987, Koper), pomorski kajakaš in podjetnik.
- Nika Radišić (19. marec 2000, Koper), teniška igralka.

## Vojska
- Filippo Arcelli (1375, Piacenza, Italija – julij 1421, Koper), vojskovodja.
- Dragomir Benčič (30. oktober 1911, Pulj, Hrvaška – 22. junij 1967, Zagreb, Hrvaška, pokopan na ljubljanskih Žalah), generalpodpolkovnik. V Kopru je po njem poimenovana ulica.
- Gasparo Bruni (16. stoletje, Ulcinj, Črna gora - 16. stoletje, Koper), vitez in polkovnik.
- Anton Cetin (17. februar 1902, Srgaši - 3. december 1997, Koper), častnik.
- Iolanda Dobrilla (30. avgust 1926, Koper – 23. april 1944, Cottanello, Italija), tolmač nemškega poveljstva.
- Ferdinand I. Cavallar von Grabensprung (3. junij 1805, Praga, Češka – 21. marec 1881, Koper), avstrijski častnik.
- Fausto Filzi (1. julij 1891, Koper – 8. junij 1917, Monte Zebio, Italija), vojak.
- Nazario Sauro (20. september 1880, Koper – 10. avgust 1916, Pulj, Hrvaška), mornar.
- Spartaco Schergat (1920, Koper – 1996, Trst, Italija), vojaški potapljač.
- Vittorio Italico Zupelli (6. marec 1859, Koper – 22. januar 1945, Rim, Italija), general italijanske kraljeve vojske.

## Drugo
- Ksenija Benedetti (7. avgust 1965, Koper), predavateljica, svetovalka za poslovno komuniciranje in vodja protokola RS. Ob vstopu Slovenije v EU leta 2004 je skrbela za potek slovesnosti.
- Rudolf Bernetič (18. avgust 1897, Bernetiči – 27. november 1937, okolica Aktjubinska, Kazahstan), revolucionar in protifašist.
- Valter Fabjančič (27. junij 1973, Koper), kriminalist.
- Slavko Gerželj (17. maj 1956, Koper), policist. Leta 2005 je opravljal položaj direktorja Policijske uprave Koper.
- Max Stiegl (13. marec 1980, Koper), kuharski mojster. Rojen kot Željko Rašković.
- Andrej Šiško (24. april 1969, Koper), aktivist, inženir informatike.